# IAMX
IAMX — сольний музичний проєкт Кріса Корнера (Chris Corner) зі Sneaker Pimps. Проєкт виник у Великій Британії, втім сьогодні Корнер мешкає в Америці.

## Концерти в Україні
IAMX тричі виступав на фестивалі «Stare Misto» у Львові (2010, 2011, 2013), а також 22 жовтня 2011 року в київському Crystal Hall, де зібрав повну залу. IAMX знову приїхали до Києва та 10 листопада 2012 в київському Crystal Hall дали ще один концерт.

## Дискографія
Альбоми
- Kiss + Swallow (2004)
- The Alternative (2006)
- Kingdom of Welcome Addiction (2009)
- Dogmatic Infidel Comedown OK (2010)
- Volatile Times (2011)
- The Unified Field (2013)
- Metanoia (2015)
- Unfall (2017)
- Alive In New Light (2018)
- Echo Echo (2020)
- Machinate (2021)
- Fault Lines¹ (2023)

Міні- та концертні альбоми
- Your Joy Is My Low (2004)
- Your Joy Is My Low Remixes (2005)
- President (2008)
- Live in Warsaw (2008)
- Think of England (2009)
- My Secret Friend (2010)
- Everything Is Burning (2016)